# 2 데이즈 인 뉴욕
《2 데이즈 인 뉴욕》(영어: 2 Days in New York)은 2012년 개봉한 로맨틱 코미디 영화이다. 《뉴욕에서 온 남자, 파리에서 온 여자》(2007)의 후속작이다. 영화는 마리옹과 새 남자친구, 마리옹을 방문한 가족들이 겪는 혼란스러운 소동을 익살스럽게 그려낸다.

## 줄거리
파리 출신 마리옹은 전편에서 교제했던 전 남자친구 잭과의 사이에서 가진 아들과 함께 뉴욕에서 살고 있다. 그녀는 새 남자친구 밍거스와 편안한 관계를 이어가고 있지만, 마리옹의 아버지와 여동생, 여동생의 남자친구가 휴가차 뉴욕을 방문하면서 난관에 봉착한다. 이들의 이틀 동안의 만남은 예상치 못한 인종 차별 발언과 거침없는 성적 발언들로 인해 시험대에 오르고, 그 누구도 상처 없이 지나갈 수 없게 된다.

## 출연진
- 크리스 록
- 쥘리 델피
- 알베르 델피
- 알렉시아 랑도
- 알렉스 나옹
- 케이트 버턴
- 딜런 베이커
- 다니엘 브륄
- 맬린다 윌리엄스
- 빈센트 갤로

## 기타 제작진
- 섭외: 제시카 켈리, 수잰 스미스 크롤리
- 의상: 리베카 호퍼